# 圣淘沙单轨列车
圣淘沙单轨列车是一座位于新加坡圣淘沙的单轨铁路系统。圣淘沙当局建设这座单轨铁路系統的目的是为了应付旅客人数大增而产生的交通需求，以及便利岛内交通。单轨铁道的兴建计划初见于1979年，至1982年落成通车，其后亦曾增设车站。这座由瑞士公司建造的铁道最终由于过时等种种原因而在2005年停止运作，并由圣淘沙捷运取代。其后单轨铁道铁轨多被拆除，而大多数车站都得以保留，另作其他用途。

## 历史
建设圣淘沙单轨铁道的计划可以追溯到1979年。由于圣淘沙岛游客在此前几年大幅增加，圣淘沙发展局计划兴建一条环岛单轨铁道，使岛内交通更为便利，并取代自1975年起运作的双层巴士。次年2月，圣淘沙发展局和瑞士的赫栢格公司（Habegger Thun，缆车部后与丰罗集团合并）签署总值1050万新加坡元的单轨铁道工程合同，而当地一家工程公司则负责为单轨铁道进行建筑、土木工程。工程地盘的勘察工作随即展开。
当年7月20日，单轨铁道正式动工。当时圣淘沙发展局预计单轨铁道可在当年9月完成首项工程，并于1981年9月落成。虽然单轨铁路的建设速度已在1981年中加快，但是仍然未能如期竣工，预计通车日期更一度推迟到翌年4月。
圣淘沙单轨列车本来定于1982年农历新年通车，不过由于技术问题，最后延至2月23日通车。单轨铁道最终建造成本达到1600万元。通车初期，单轨列车系统仅设一站（位于原渡轮码头附近的总站，即桥门站），列车从总站出发，环行一周后再返回总站。圣淘沙发展局在当年2月、3月举行文艺表演，以庆祝单轨列车通车。另外4个单轨列车站在当年12月1日启用，而正式通车仪式则在1983年1月2日举行，由时任贸易及工业部部长陈庆炎主礼。
其后，渡船大厦站在1987年与新渡船码头一同启用，而海底世界站则在1991年海底世界开幕时通车。单轨铁路又于1994年进行转向工程，此后列车往西开行，以减少乘客的乘车时间；车站编号亦因此而有所变动。
自1990年起，圣淘沙发展局已经有意提升单轨列车系统。最终，当局发现原有的单轨系统过时、载客量低、难以维护、无法安装空调，而旅客会在搭乘单轨列车时感到不舒适。早在1994年，圣淘沙发展局便已经提出要以新式单轨列车取代原有的单轨列车，而圣淘沙捷运的兴建则令这个计划得以实行。单轨铁道在2005年3月15日停止运作，并由圣淘沙捷运取代。拆卸单轨铁道的工程由一家新加坡工程商负责，成本40万元，该工程商表示会把某些列车和轨道卖出去，其余当作废物弃置；并称印度、菲律宾和柬埔寨均有愿意购入这些车辆、轨道的个体。单轨铁道的铁轨多被拆除，余下一段位于缆车站和巴拉旺站之间的路轨（现为自然漫步径）；有2座单轨列车站在兴建圣淘沙名胜世界的时候被拆，而其余5座车站则改为餐馆和旅游景点。

## 路线及车站
圣淘沙单轨铁道按地形兴建，全长6.1公里，路轨高约3至6米不等，并设有不少U形弯位。游客可在搭乘单轨列车期间，观看圣淘沙和新加坡市区的风景名胜。本来圣淘沙发展局有计划把单轨铁道延伸到位于圣淘沙岛东部的珊瑚馆，不过后来当局认为这个计划不经济，于是放弃这个计划。
单轨铁道设有7座车站，如下：
| 编号 （1994年） | 中文名       | 英文名                   | 启用日期       | 现况                                                                         |
| --------------- | ------------ | ------------------------ | -------------- | ---------------------------------------------------------------------------- |
| 1               | 渡轮大厦站   | Ferry Terminal Station   | 1987年10月21日 | 已拆卸，位于圣淘沙名胜世界范围内                                             |
| 2               | 海底世界站   | Underworld World Station | 1992年5月13日  | “鱼呵足乐”按摩中心                                                           |
| 3               | 西乐索炮台站 | Fort Siloso Station      | 1982年12月1日  | 西乐索炮台的投降纪念馆（Surrender Chamber）                                  |
| 4               | 缆车站       | Cable Car Station        | 1982年12月1日  | 圣淘沙大自然探索中心                                                         |
| 5               | 巴拉旺站     | Palawan Beach Station    | 1982年12月1日  | 高级法国餐厅Braise及海鲜餐厅“海上丝绸之路”所在地（2008年）；上述餐馆均已结业 |
| 6               | 榕树站       | Ficus Station            | 1982年12月1日  | 酒吧兼餐厅Suburbia                                                           |
| 7               | 桥门站       | Visitor Arrival Station  | 1982年2月23日  | 已拆卸，位于圣淘沙名胜世界范围内                                             |

## 列车
圣淘沙所有单轨列车都是从瑞士运送到来的。通车初期，圣淘沙单轨铁道共有9列列车，一列列车全长32公尺，共设有15节车厢，可载客90人，即每个车厢可以承载6名搭客。每一列列车的车头都设有引擎控制室，用以带动整列列车，而列车里各个车厢都是互通的。列车时速13.7公里，35分钟走完一圈。部分圣淘沙巴士司机接受培训后，担任单轨列车的司机。列车设有介绍岛内风景名胜的华、英双语广播。1984年初，圣淘沙发展局又增购4列列车，使单轨列车的数量增至13列，直至2005年为止。2005年，圣淘沙每一列单轨列车均设有6—7节车厢。
通车初期，已有批评指出，由于圣淘沙当局采购的单轨系统不切合当地需要，因此出现了单轨列车车速过慢、缺乏空调系统的现象。这些缺点最终成为圣淘沙当局拆卸单轨铁道的原因之一，不过报纸上曾有意见指出，搭乘单轨列车有如置身田园，可以从容观看圣淘沙的景色。此外，《南洋商报》亦曾有读者批评列车的车窗没有扣锁，有可能酿成意外；为此圣淘沙发展局曾出面澄清，表示这种车窗“基本上应该十分安全”。

## 收费
通车初期，圣淘沙当局推出单轨列车票价优惠，当时不论大小，车费均为1.5元，而当局亦曾再三延长票价优惠期限。至同年12月1日，圣淘沙门票加价，而单轨列车票价也从当日开始，计入门票票价。

## 事故
| 日期          | 事故 |
| ------------- | --- |
| 1982年3月1日  | 由於天雨关系，路轨变得湿滑；一列单轨列车在当日下午4点半驶至全线最高点（缆车站附近）时突然停车。当时列车与地面相距6米。搭客一度被困，后来他们都攀梯而下。圣淘沙发展局事后称此次事故只是「初期问题」，并保证单轨铁道系统不会威胁搭客的安全。事后，圣淘沙当局在单轨铁道的上斜路段髹上防滑油漆。               |
| 1983年4月24日 | 两名韩国游客在搭乘单轨列车期间，为了拍摄圣淘沙的风景照，把头伸出车窗，不过他们都跌出列车，从3米高处坠下地面。他们都没有大碍，送到新加坡中央医院治理，数小时后出院。 |
| 1984年11月6日 | 由於天雨引致短路，一列载着42名搭客的单轨列车停止服务。事故发生30分钟后，消防队用梯子把所有搭客救出，无人受伤。获救的搭客都受到圣淘沙发展局的「贵宾待遇」，可以享用该局赠送的免费冰淇淋和饮品。事后调查发现，路轨上一个电动开关出现一个难以用肉眼检测的细微裂缝，当雨水渗入裂缝时，电线短路，引致这次事故。 |
| 2003年        | 一列单轨列车机件故障，令整个单轨铁道系统暂停服务约30分钟。当时，几十名列车搭客要用临时梯子逐个爬下地面。 |

## 外部連結
- 圣淘沙单轨列车路线图、车站指南及行车资料